# ادیپ شهریار (فیلم ۱۹۵۷)
ادیپ شهریار (انگلیسی: Oedipus Rex) فیلمی به کارگردانی تایرون گاتری محصول سال ۱۹۵۷ است.